# Casa de la Cultura de Lules
La Casa de la Cultura es un centro cultural de Lules, Tucumán, Argentina. Pertenece a la Municipalidad de San Isidro de Lules y se ubica en la calle Italia 250 de la mencionada localidad.

## Historia
El centro cultural comenzó a construirse en 1982, siendo finalizado totalmente en 2015. Las primeras dos etapas del complejo cultural fueron inauguradas el 26 de julio de 2011 por el gobernador José Alperovich, el intendente César Dip, el presidente de Tucumán Turismo Bernardo Racedo Aragón, funcionarios públicos y vecinos. Las obras tuvieron un costo de ARS 3 500 000. En 2015 se concluyó la última etapa tras la construcción de dos salas de exposiciones, una biblioteca y hemeroteca, un bar y plazas de exposiciones al exterior. 
La Casa de la Cultura cuenta con un salón auditorio con capacidad para 296 personas, escenario, un foyer de 115 m² para reuniones o exposiciones, salas de exposiciones y de prácticas de bailes. En el primer piso se halla un anfiteatro al aire libre para 650 aulas, sanitarios, camerinos y salas de máquinas y ensayos. Además, dispone de sectores de aulas, biblioteca y hemeroteca, áreas de administración del municipio, patios para exposiciones y un salón de usos múltiples. 